# Nathaniel Cooke (organista)
Nathaniel Cook (Bosham, West Sussex, 1773 - Brighton, 1827) fou un distingit organista anglès.
Va ser deixeble del seu oncle Matheu, organista de l'església de St. George's Bloomsbury de Londres, que guanyà la plaça d'organista de l'Església parroquial de Brighton, St Nicholas in Dyke Road, i en la que hi va romandre fins a la seva mort.
Va publicar una col·lecció de salms i himnes, cantades a l'església parroquial de Brighthelmstone, als quals s'afegeixen diversos cànons i un Te Deum Laudamus compostos, seleccionats i organitzats per a l'orgue o el pianoforte. La primera edició tenia 73 cançons d'himne, la majoria d'elles composicions pròpies, amb noms presos de ciutats i pobles de Sussex, i les dues edicions següents tenien moltes altres melodies afegides.